# Peter Nicolaï
Peterdick (Peter) Nicolaï (Amsterdam,  28 juni 1947) is een Nederlands politicus namens de Partij voor de Dieren, voormalig advocaat en hoogleraar. Sinds 11 juni 2019 is hij lid van de Eerste Kamer.

## Loopbaan
Nicolaï doorliep het Spinoza Lyceum (gymnasium-b) in Amsterdam en studeerde rechten aan de Universiteit van Amsterdam (UvA). Tijdens zijn studie werd hij daar assistent en hij zou als docent en later universitair hoofddocent tot medio 2018 aan de UvA verbonden blijven. Hij was daar een van de initiatiefnemers voor de richting milieurecht. In 1990 promoveerde hij daar cum laude op de 'beginselen van behoorlijk bestuur'. Nicolaï was tevens freelance journalist (VPRO-radio, Vrij Nederland, De Groene Amsterdammer) en fotograaf. Van 1989 tot 2004 was hij deeltijd-hoogleraar publiekrecht aan de Open Universiteit.
Vanaf 1985 was Nicolaï, naast zijn werkzaamheden aan de UvA, advocaat-stagiair en vanaf 1992 advocaat. Hij procedeerde veel tegen de overheid voor actiegroepen en later vooral milieugroepen. In 1995 begon hij met een collega een eigen kantoor tijdens de verdediging van Willem Oltmans. Sinds 2004 werkt hij zelfstandig en richtte zich vooral op ambtenarenrecht en bestuursrecht. Hij was advocaat van Edwin de Roy van Zuydewijn en prinses Margarita. Ook werkte hij als wetgevingsjurist voor de Arubaanse overheid. Hij schreef voor Bettico Croes een eerste ontwerp voor een regeling van rechtsbescherming tegen de overheid, later werkte hij aan een herziening van het arbeidsrecht en recent aan een Landsverordening algemene bepalingen van bestuursrecht.
Bij de Eerste Kamerverkiezingen 2019 werd Nicolaï namens de Partij voor de Dieren verkozen en op 11 juni geïnstalleerd als lid van de Eerste Kamer.

## Persoonlijk
Nicolaï is vader van twee zonen uit zijn eerste huwelijk en twee dochters uit zijn tweede huwelijk, onder wie de zangeres Mia Nicolai.
Niko Koffeman · Peter Nicolaï · Ingrid Visseren-Hamakers
- Digitale Bibliotheek voor de Nederlandse Letteren: nico081
- Gemeinsame Normdatei: 172735076
- International Standard Name Identifier: 0000 0000 4528 1804
- Library of Congress Control Number: n95017245
- Nederlandse Thesaurus van Auteursnamen: 074875175
- Parlement.com: vkwte36icrgc
- Virtual International Authority File: 6637361